# Мейкмейкс
Мейкмейкс (на английски: The Makemakes) е австрийска поп рок група.
Състои се от Доминик Мурер (вокал), Маркус Крайст (бас китара) и Флориан Майндл (барабани), която представя Австрия на Евровизия 2015 във Виена с песента „I Am Yours“.

## Кариера

### 2012 – 2014: Ранни години
На 15 юни 2012 г. Мейкмейкс издават дебютния си сингъл „The Lovercall“. Песента достига 6 място в Ö3 Австрия Топ 40. На 15 април 2014 г. издават сингъла „Million Euro Smile“,достигнал номер 2 в австрийския чарт.

### Евровизия 2015
На 13 март 2015 г. Мейкмейкс е избрана да представлява Австрия на Евровизия 2015 с песента „I Am Yours“. Песента е избрана от местна селекция, провела се под ръководството на австрийската телевизия О Ер Еф. Австрия автоматично се класира на големия финал на 23 май 2015 г. като страна домакин.